# 胡瑛 (雲南)
胡 瑛（こ えい）は、中華民国の軍人。雲南派（滇軍）の有力指揮官。民国初期においては、孫文（孫中山）を補佐した。字は蘊珊。なお、同じく中国同盟会に属し、後に籌安会の六君子の1人となった胡瑛は、同姓同名の別人である。

## 事跡

### 初期の活動
雲南優級師範学堂を経て、雲南陸軍講武堂に入学し、特別班に編入された。また、この時に、中国同盟会に加入している。1911年（宣統3年）10月の昆明重九起義（辛亥革命）に革命派として参加した。
1912年（民国元年）3月、唐継尭に随従して貴州入りし、以後、黔軍において昇進した。護国戦争（第三革命）で軍功をあげ、1916年（民国5年）6月には黔軍第3混成旅旅長となっている。その後、黔軍の王文華の下で護法戦争に参戦する。1920年（民国9年）、唐継尭・王文華から、重慶衛戍司令に任命された。
同年に貴州で民九事変が発生したが、胡瑛はこれに参加を望まなかった。1921年（民国10年）、胡瑛は孫文の援桂に参加し、援桂黔軍総司令に任命されている。この時、新広西派の李宗仁・白崇禧と良く連携し、交流が深まった。
しかし1922年（民国11年）、唐継尭の雲南復権に際して谷正倫による孫文への讒言があり、胡瑛は孫から猜疑されてしまう。胡は、やむなく雲南へ戻り、一時引退した。その後、唐の下で佽飛軍第4軍軍長兼雲南憲兵司令として復帰している。

### 竜雲救出
1927年（民国16年）2月、唐継尭が竜雲・胡若愚ら4鎮守使の兵変で失脚した。胡瑛は雲南省務委員会候補委員に任命される。同年6月、胡若愚が竜を奇襲、捕縛する事件が発生し、再び雲南省内は混乱に陥る。竜配下の盧漢らの要請を受けた胡瑛は、国民革命軍第38軍軍長として擁立されることに同意した。胡瑛は昆明に迫って胡若愚に竜を解放させ、これを復権させている。さらに後には、竜のために胡若愚らの軍を追撃、駆逐し、その雲南支配の確立に貢献した。
竜雲による雲南平定後は、胡瑛は前線指揮官の地位から退く。以後、20年以上にわたり、雲南省政府委員を務めた。その一方で国民政府参軍処参軍、雲南金融整理委員会委員長、制憲国民大会代表、行憲国民大会代表などを歴任している。日中戦争後の1945年（民国34年）10月に、竜が中央軍に昆明で包囲され、雲南省政府主席から罷免されそうになると、蔣介石の依頼で胡瑛がその投降を説得する役となった。
1949年（民国38年）1月、胡瑛は完全に引退し、昆明郊外の温泉郷に隠居した。国民政府からの台湾行の誘いも断り、中華人民共和国成立後もそのまま同地に留まっている。
1961年4月3日、隠居先で胡瑛は病没した。享年73（満71歳）。

## 注
1. ↑  貴州督軍劉顕世らの旧派に対して、王文華らの新派が兵変を起こした事件。劉は貴州から駆逐されたが、王も後に暗殺されたため、貴州はしばらく混乱時期に陥った。
2. ↑  親衛隊の意。
3. ↑  南京の国民政府は、当初、竜雲を第38軍軍長、胡若愚を第39軍として任命していた。その後、盧漢らの要請に従い、国民政府は胡瑛を第38軍軍長に正式に任命したが、竜雲の軍長の地位もそのまま保全されている。